# Plagiolepis jerdonii
Plagiolepis jerdonii är en myrart som beskrevs av Auguste-Henri Forel 1894. Plagiolepis jerdonii ingår i släktet Plagiolepis och familjen myror. Inga underarter finns listade i Catalogue of Life.